# Succession de Charles IV le Bel
 (octobre 2008).
Si vous disposez d'ouvrages ou d'articles de référence ou si vous connaissez des sites web de qualité traitant du thème abordé ici, merci de compléter l'article en donnant les références utiles à sa vérifiabilité et en les liant à la section « Notes et références ».

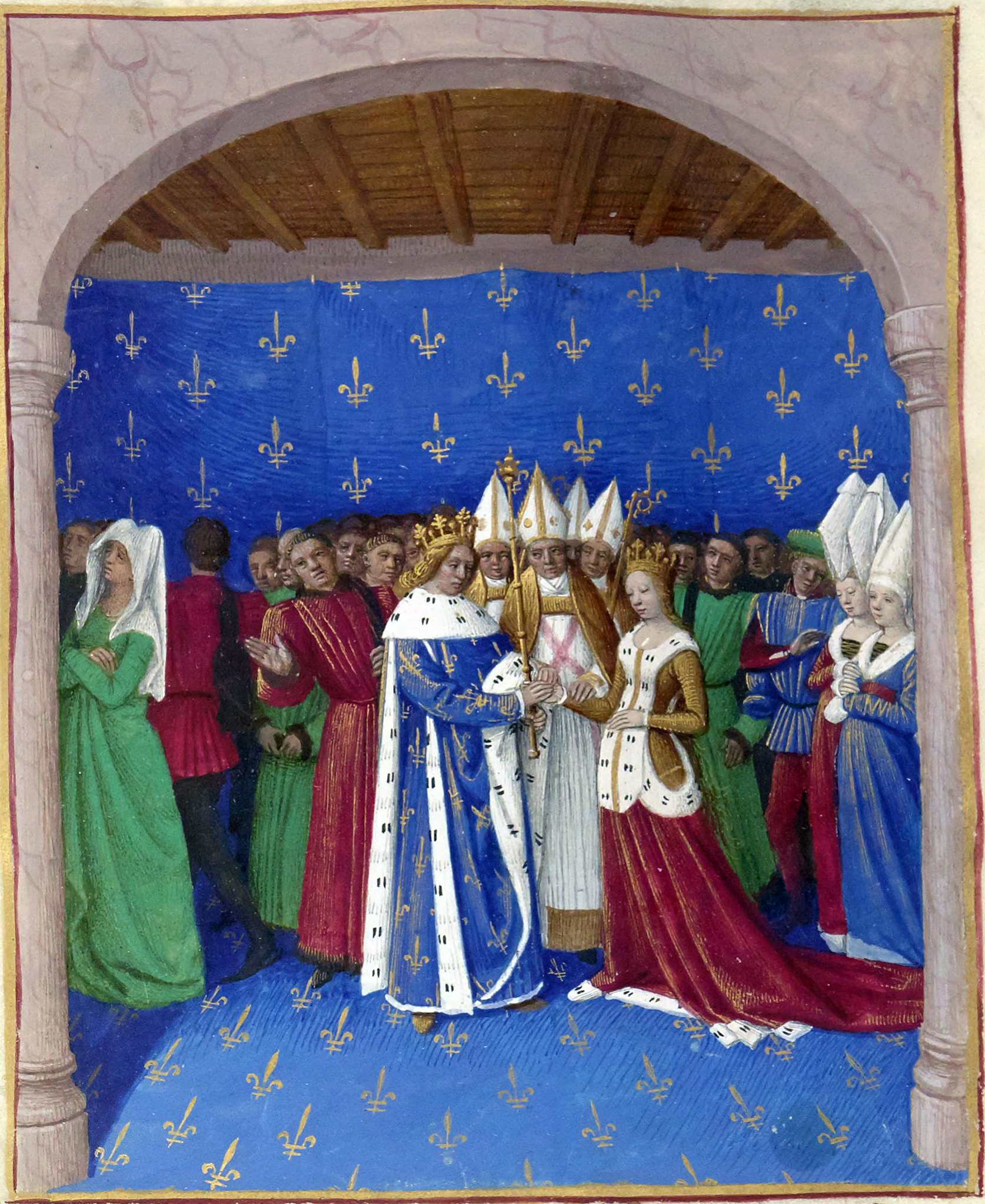
Mariage de Charles IV le Bel et de Marie de Luxembourg.

La succession de Charles IV le Bel fut un grave problème dynastique concernant la couronne de France, qui servit de prétexte au déclenchement de la guerre de Cent Ans,,.

## La fin du «miracle capétien»
En vertu de la primogéniture masculine, les femmes étaient écartées de la succession au trône de France. On disait alors que « les lys ne filent pas la laine », ou encore : « la couronne de France ne saurait tomber en quenouille » (entre les mains d'une femme).
A la mort de Louis X le Hutin en 1316, c'est la première fois depuis le début de la dynastie capétienne que le roi défunt n'a aucun héritier mâle direct. Sa femme Clémence de Hongrie met au monde un garçon, Jean Ier le Posthume, qui meurt au bout de quelques jours. Le trône est alors confié à son frère, Philippe V le Long, qui était déjà régent depuis la mort de Louis X. En 1322, Philippe V meurt, après un règne de six ans. Il ne laisse que des filles. C'est donc sans heurts et tout à fait normalement que son frère cadet, Charles de la Marche, devient roi, sous le nom de Charles IV le Bel.
Malgré deux mariages successifs, avec Marie de Luxembourg puis Jeanne d'Évreux, Charles IV, tout comme son frère Philippe V, ne laissa que des filles lorsqu'il trouva la mort en 1328. Ainsi, en moins de douze ans, les trois fils de Philippe IV le Bel, Louis X, Philippe V et Charles IV, sont morts. Cependant, comme son frère Louis X, Charles IV laissait sa femme enceinte . Avant de mourir, celui-ci avait désigné comme régent du royaume son cousin germain, Philippe de Valois, le fils aîné de Charles de Valois, lui-même frère cadet de Philippe IV. La reine Jeanne d'Évreux accoucha quelques mois plus tard d'une petite fille prénommée Blanche.

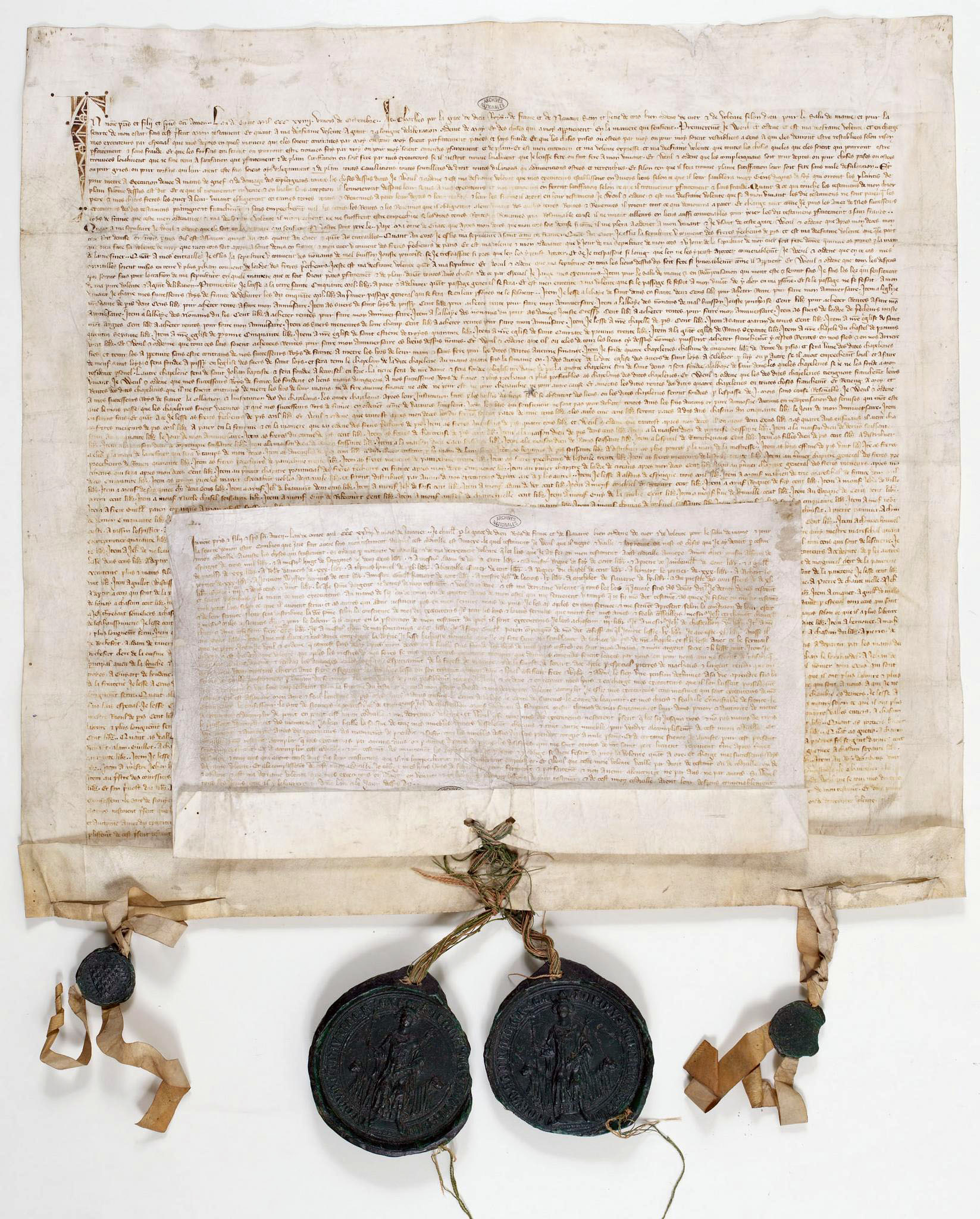
Testament de Charles IV le Bel et son codicille 1 et 2 - Archives Nationales

## Qui deviendra roi de France?
Le roi Charles IV, sans descendance mâle, est le dernier fils de Philippe IV. La situation en 1328 n'est pas celle de 1316. En 1316, un fils de roi était en compétition avec un frère plus jeune et une enfant. En 1328, Philippe de Valois n'est ni le plus proche sur l'arbre généalogique (c'est Isabelle de France, reine d'Angleterre), ni le plus direct, car les derniers Capétiens ont laissé des filles qui ont maintenant des époux. Mais le comte de Valois est le plus proche parent mâle, et il a 35 ans. Il est l'aîné des hommes de la famille. Deux hommes peuvent ainsi prétendre à la couronne.
- Philippe, comte de Valois : neveu de Philippe IV le Bel, cousin germain des trois derniers rois, régent du royaume par la volonté de Charles IV. Il est en position de force : il est populaire auprès de la noblesse et appuyé par des personnages influents tels que Robert d'Artois, son beau-frère. Par les mâles, il est le plus proche du sceptre.
- Philippe, comte d'Évreux : également un neveu de Philippe IV (il est le fils de Louis d'Évreux, demi-frère cadet de Philippe IV et de Charles de Valois). Philippe d'Évreux est donc lui aussi cousin germain des trois derniers rois. De plus, il avait amélioré sa position en épousant la fille de Louis X, Jeanne de France.

Alors que le conseil des pairs de France délibère pour savoir lequel de ces deux puissants seigneurs va monter sur le trône, une missive arrive d'Outre-Manche. Dans cette lettre, Isabelle y expose les droits de son jeune fils, Édouard III, roi d'Angleterre, à la couronne de France, et qu'il faut le considérer comme le troisième prétendant :
- Édouard III, roi d'Angleterre et duc de Guyenne : petit-fils de Philippe IV par sa mère Isabelle, sœur des rois Louis X, Philippe V et Charles IV. Il est donc le neveu des trois derniers rois de France. En 1328, il n'a que 16 ans et est encore sous la tutelle de sa mère. En outre, c'est un prince étranger, de la dynastie des Plantagenêts.

Le conseil des pairs et ses juristes étudient cette question : Isabelle de France peut-elle transmettre un droit qu'elle n'a pas ? Son fils Édouard peut-il prétendre à la couronne des Capétiens ? Isabelle de France est alors dotée d'une réputation détestable. Surnommée a posteriori la « Louve de France », elle s'est liguée avec les nobles anglais contre son mari, le roi Édouard II, qui a été vaincu et capturé. Après avoir fait mettre à mort son époux, elle s'affichait en public avec son amant régicide, Roger Mortimer. Toutes ces nouvelles étaient bien connues en France. Sans compter que son fils, Édouard III, était, du point de vue français, un étranger, de surcroît un Plantagenêt. On apercevait la situation qu'on avait crainte en 1316, c'est-à-dire qu'un souverain étranger prenne le pouvoir en France. Cela, les pairs ne le voulaient pas.
Si en tant que femme, Isabelle pouvait transmettre ce droit à la couronne bien qu'elle ne puisse en disposer pour elle-même, alors les filles de Louis X, Philippe V et Charles IV pouvaient également transmettre ce droit, comme Jeanne de Bourgogne, la fille aînée de Philippe V, à son fils Philippe de Bourgogne alors âgé de cinq ans, ce d'autant plus que la légitimité de Jeanne de Bourgogne pouvait difficilement être mise en cause, puisqu'elle était née le 2 mai 1308, soit 3 ans avant le début de l'affaire de la tour de Nesle (1311-1314), avant l'achat même de cette tour par le roi Philippe IV, le 29 novembre 1308. Le jeune Philippe de Bourgogne était certes le petit-fils d'un ancien roi mais il était surtout alors le petit-neveu du dernier roi. Isabelle considérait à juste titre que son fils était le plus proche parent mâle du dernier roi, étant le neveu de celui-ci.
Isabelle de France fondait les droits de son fils sur le principe de la succession par proximité de sang, qui était la règle de succession suivie par de nombreux fiefs au Moyen Âge et notamment par le duché de Bourgogne. C'était la règle de succession qui fut appliquée pour le trône d'Angleterre à la mort de Richard Cœur de Lion en 1199 et pour le trône de Castille à la mort d'Alphonse X en 1284. Personne ne songea à proposer la candidature d'une des filles des trois derniers rois. Reconnaître le droit des femmes à transmettre le trône, c'eût été considérer de facto que les règnes de Philippe V et de Charles IV n'étaient rien d'autre qu'une usurpation au détriment de Jeanne de France, fille de Louis X. Les pairs ne voulaient pas prendre le risque de donner le trône à une possible bâtarde, dont la paternité était douteuse. Et, au lieu de proposer une des filles de Philippe V ou de Charles IV, afin d'éviter des querelles de droit interminables, ils décidèrent que les femmes devaient être exclues de la succession. La fameuse loi salique ne sera évoquée qu'en 1358, pour défendre les droits des Valois face aux prétentions du roi d'Angleterre. Ainsi, quelle que soit la tournure juridique, les droits d'Édouard III étaient très contestables.

### Arbre généalogique à la mort deCharlesIV
L'arbre généalogique ci-dessous est celui de la famille capétienne à la mort du roi Charles IV le Bel le 1er février 1328. En gras sont représentés les prétendants à la couronne.
 : Couronne de France ;
 : Couronne de Navarre ;
 : Couronne d'Angleterre
|                              |                              |                              |                              |                              |                              |                             |                             |                               |                               |                               |                               |                                                                     |                                                                     |                                                                     |                                                                     |                                                                     |                                                                     |                      |                      |                      |                      |  |  |                                            |                                            |                                            |                                            |                                            |                                            |  |  |                                               |                                               | Louis IX 1214 - 1270 x Marguerite de Provence |                                               |                                               |                                               |                                              |                                              |                                                 |                                                 |                                                 |                                                 |                                                 |                                                 |                                                 |                                                 |                                                 |                                                 |                     |                     |                     |                     |  |  |                   |                   |                   |                   |                                          |                                          |                                          |                                          |                                          |                                          |                     |                     |                               |                               |                               |                               |                                                |                                                |                                                |                                                |                                                |                                                |  |  |                                                     |                                                     |                                                     |                                                     |                                                     |                                                     |  |  |  |  |  |  |  |  |  |  |  |  |  |  |  |  |  |  |  |  |  |  |  |  |  |  |  |  |  |  |  |  |
|                              |                              |                              |                              |                              |                              |                             |                             |                               |                               |                               |                               |                                                                     |                                                                     |                                                                     |                                                                     |                                                                     |                                                                     |                      |                      |                      |                      |  |  |                                            |                                            |                                            |                                            |                                            |                                            |  |  |                                               |                                               |                                               |                                               |                                               |                                               |                                              |                                              |                                                 |                                                 |                                                 |                                                 |                                                 |                                                 |                                                 |                                                 |                                                 |                                                 |                     |                     |                     |                     |  |  |                   |                   |                   |                   |                                          |                                          |                                          |                                          |                                          |                                          |                     |                     |                               |                               |                               |                               |                                                |                                                |                                                |                                                |                                                |                                                |  |  |                                                     |                                                     |                                                     |                                                     |                                                     |                                                     |  |  |  |  |  |  |  |  |  |  |  |  |  |  |  |  |  |  |  |  |  |  |  |  |  |  |  |  |  |  |  |  |
| Marie de Brabant 1254 - 1322 | Marie de Brabant 1254 - 1322 | Marie de Brabant 1254 - 1322 | Marie de Brabant 1254 - 1322 | Marie de Brabant 1254 - 1322 | Marie de Brabant 1254 - 1322 |                             |                             |                               |                               |                               |                               |                                                                     |                                                                     |                                                                     |                                                                     |                                                                     |                                                                     |                      |                      |                      |                      |  |  |                                            |                                            |                                            |                                            |                                            |                                            |  |  |                                               |                                               | Philippe III 1245 - 1285                      | Philippe III 1245 - 1285                      | Philippe III 1245 - 1285                      | Philippe III 1245 - 1285                      | Philippe III 1245 - 1285                     | Philippe III 1245 - 1285                     |                                                 |                                                 |                                                 |                                                 |                                                 |                                                 |                                                 |                                                 |                                                 |                                                 |                     |                     |                     |                     |  |  |                   |                   |                   |                   |                                          |                                          |                                          |                                          |                                          |                                          |                     |                     | Isabelle d'Aragon 1247 - 1271 | Isabelle d'Aragon 1247 - 1271 | Isabelle d'Aragon 1247 - 1271 | Isabelle d'Aragon 1247 - 1271 | Isabelle d'Aragon 1247 - 1271                  | Isabelle d'Aragon 1247 - 1271                  |                                                |                                                |                                                |                                                |  |  |                                                     |                                                     |                                                     |                                                     |                                                     |                                                     |  |  |  |  |  |  |  |  |  |  |  |  |  |  |  |  |  |  |  |  |  |  |  |  |  |  |  |  |  |  |  |  |
| Marie de Brabant 1254 - 1322 | Marie de Brabant 1254 - 1322 | Marie de Brabant 1254 - 1322 | Marie de Brabant 1254 - 1322 | Marie de Brabant 1254 - 1322 | Marie de Brabant 1254 - 1322 |                             |                             |                               |                               |                               |                               |                                                                     |                                                                     |                                                                     |                                                                     |                                                                     |                                                                     |                      |                      |                      |                      |  |  |                                            |                                            |                                            |                                            |                                            |                                            |  |  |                                               |                                               | Philippe III 1245 - 1285                      | Philippe III 1245 - 1285                      | Philippe III 1245 - 1285                      | Philippe III 1245 - 1285                      | Philippe III 1245 - 1285                     | Philippe III 1245 - 1285                     |                                                 |                                                 |                                                 |                                                 |                                                 |                                                 |                                                 |                                                 |                                                 |                                                 |                     |                     |                     |                     |  |  |                   |                   |                   |                   |                                          |                                          |                                          |                                          |                                          |                                          |                     |                     | Isabelle d'Aragon 1247 - 1271 | Isabelle d'Aragon 1247 - 1271 | Isabelle d'Aragon 1247 - 1271 | Isabelle d'Aragon 1247 - 1271 | Isabelle d'Aragon 1247 - 1271                  | Isabelle d'Aragon 1247 - 1271                  |                                                |                                                |                                                |                                                |  |  |                                                     |                                                     |                                                     |                                                     |                                                     |                                                     |  |  |  |  |  |  |  |  |  |  |  |  |  |  |  |  |  |  |  |  |  |  |  |  |  |  |  |  |  |  |  |  |
|                              |                              |                              |                              |                              |                              |                             |                             |                               |                               |                               |                               |                                                                     |                                                                     |                                                                     |                                                                     |                                                                     |                                                                     |                      |                      |                      |                      |  |  |                                            |                                            |                                            |                                            |                                            |                                            |  |  |                                               |                                               |                                               |                                               |                                               |                                               |                                              |                                              |                                                 |                                                 |                                                 |                                                 |                                                 |                                                 |                                                 |                                                 |                                                 |                                                 |                     |                     |                     |                     |  |  |                   |                   |                   |                   |                                          |                                          |                                          |                                          |                                          |                                          |                     |                     |                               |                               |                               |                               |                                                |                                                |                                                |                                                |                                                |                                                |  |  |                                                     |                                                     |                                                     |                                                     |                                                     |                                                     |  |  |  |  |  |  |  |  |  |  |  |  |  |  |  |  |  |  |  |  |  |  |  |  |  |  |  |  |  |  |  |  |
|                              |                              |                              |                              |                              |                              |                             |                             |                               |                               |                               |                               |                                                                     |                                                                     |                                                                     |                                                                     |                                                                     |                                                                     |                      |                      |                      |                      |  |  |                                            |                                            |                                            |                                            |                                            |                                            |  |  |                                               |                                               |                                               |                                               |                                               |                                               |                                              |                                              |                                                 |                                                 |                                                 |                                                 |                                                 |                                                 |                                                 |                                                 |                                                 |                                                 |                     |                     |                     |                     |  |  |                   |                   |                   |                   |                                          |                                          |                                          |                                          |                                          |                                          |                     |                     |                               |                               |                               |                               |                                                |                                                |                                                |                                                |                                                |                                                |  |  |                                                     |                                                     |                                                     |                                                     |                                                     |                                                     |  |  |  |  |  |  |  |  |  |  |  |  |  |  |  |  |  |  |  |  |  |  |  |  |  |  |  |  |  |  |  |  |
| Louis d'Évreux 1276 - 1319   | Louis d'Évreux 1276 - 1319   | Louis d'Évreux 1276 - 1319   | Louis d'Évreux 1276 - 1319   | Louis d'Évreux 1276 - 1319   | Louis d'Évreux 1276 - 1319   |                             |                             |                               |                               |                               |                               |                                                                     |                                                                     |                                                                     |                                                                     |                                                                     |                                                                     |                      |                      |                      |                      |  |  |                                            |                                            |                                            |                                            |                                            |                                            |  |  |                                               |                                               |                                               |                                               |                                               |                                               |                                              |                                              |                                                 |                                                 |                                                 |                                                 | Philippe IV 1268 - 1314 x Jeanne Ire de Navarre | Philippe IV 1268 - 1314 x Jeanne Ire de Navarre | Philippe IV 1268 - 1314 x Jeanne Ire de Navarre | Philippe IV 1268 - 1314 x Jeanne Ire de Navarre | Philippe IV 1268 - 1314 x Jeanne Ire de Navarre | Philippe IV 1268 - 1314 x Jeanne Ire de Navarre |                     |                     |                     |                     |  |  |                   |                   |                   |                   |                                          |                                          |                                          |                                          |                                          |                                          |                     |                     |                               |                               |                               |                               |                                                |                                                |                                                |                                                |                                                |                                                |  |  | Charles de Valois 1270 - 1325                       | Charles de Valois 1270 - 1325                       | Charles de Valois 1270 - 1325                       | Charles de Valois 1270 - 1325                       | Charles de Valois 1270 - 1325                       | Charles de Valois 1270 - 1325                       |  |  |  |  |  |  |  |  |  |  |  |  |  |  |  |  |  |  |  |  |  |  |  |  |  |  |  |  |  |  |  |  |
| Louis d'Évreux 1276 - 1319   | Louis d'Évreux 1276 - 1319   | Louis d'Évreux 1276 - 1319   | Louis d'Évreux 1276 - 1319   | Louis d'Évreux 1276 - 1319   | Louis d'Évreux 1276 - 1319   |                             |                             |                               |                               |                               |                               |                                                                     |                                                                     |                                                                     |                                                                     |                                                                     |                                                                     |                      |                      |                      |                      |  |  |                                            |                                            |                                            |                                            |                                            |                                            |  |  |                                               |                                               |                                               |                                               |                                               |                                               |                                              |                                              |                                                 |                                                 |                                                 |                                                 | Philippe IV 1268 - 1314 x Jeanne Ire de Navarre | Philippe IV 1268 - 1314 x Jeanne Ire de Navarre | Philippe IV 1268 - 1314 x Jeanne Ire de Navarre | Philippe IV 1268 - 1314 x Jeanne Ire de Navarre | Philippe IV 1268 - 1314 x Jeanne Ire de Navarre | Philippe IV 1268 - 1314 x Jeanne Ire de Navarre |                     |                     |                     |                     |  |  |                   |                   |                   |                   |                                          |                                          |                                          |                                          |                                          |                                          |                     |                     |                               |                               |                               |                               |                                                |                                                |                                                |                                                |                                                |                                                |  |  | Charles de Valois 1270 - 1325                       | Charles de Valois 1270 - 1325                       | Charles de Valois 1270 - 1325                       | Charles de Valois 1270 - 1325                       | Charles de Valois 1270 - 1325                       | Charles de Valois 1270 - 1325                       |  |  |  |  |  |  |  |  |  |  |  |  |  |  |  |  |  |  |  |  |  |  |  |  |  |  |  |  |  |  |  |  |
|                              |                              |                              |                              |                              |                              |                             |                             |                               |                               |                               |                               |                                                                     |                                                                     |                                                                     |                                                                     |                                                                     |                                                                     |                      |                      |                      |                      |  |  |                                            |                                            |                                            |                                            |                                            |                                            |  |  |                                               |                                               |                                               |                                               |                                               |                                               |                                              |                                              |                                                 |                                                 |                                                 |                                                 |                                                 |                                                 |                                                 |                                                 |                                                 |                                                 |                     |                     |                     |                     |  |  |                   |                   |                   |                   |                                          |                                          |                                          |                                          |                                          |                                          |                     |                     |                               |                               |                               |                               |                                                |                                                |                                                |                                                |                                                |                                                |  |  |                                                     |                                                     |                                                     |                                                     |                                                     |                                                     |  |  |  |  |  |  |  |  |  |  |  |  |  |  |  |  |  |  |  |  |  |  |  |  |  |  |  |  |  |  |  |  |
|                              |                              |                              |                              |                              |                              |                             |                             |                               |                               |                               |                               | Louis X 1289 - 1316 x Marguerite de Bourgogne x Clémence de Hongrie | Louis X 1289 - 1316 x Marguerite de Bourgogne x Clémence de Hongrie | Louis X 1289 - 1316 x Marguerite de Bourgogne x Clémence de Hongrie | Louis X 1289 - 1316 x Marguerite de Bourgogne x Clémence de Hongrie | Louis X 1289 - 1316 x Marguerite de Bourgogne x Clémence de Hongrie | Louis X 1289 - 1316 x Marguerite de Bourgogne x Clémence de Hongrie |                      |                      |                      |                      |  |  |                                            |                                            |                                            |                                            |                                            |                                            |  |  |                                               |                                               |                                               |                                               | Philippe V 1293 - 1322 x Jeanne de Bourgogne  | Philippe V 1293 - 1322 x Jeanne de Bourgogne  | Philippe V 1293 - 1322 x Jeanne de Bourgogne | Philippe V 1293 - 1322 x Jeanne de Bourgogne | Philippe V 1293 - 1322 x Jeanne de Bourgogne    | Philippe V 1293 - 1322 x Jeanne de Bourgogne    |                                                 |                                                 |                                                 |                                                 |                                                 |                                                 |                                                 |                                                 |                     |                     |                     |                     |  |  |                   |                   |                   |                   | Charles IV 1294 - 1328 x Jeanne d'Évreux | Charles IV 1294 - 1328 x Jeanne d'Évreux | Charles IV 1294 - 1328 x Jeanne d'Évreux | Charles IV 1294 - 1328 x Jeanne d'Évreux | Charles IV 1294 - 1328 x Jeanne d'Évreux | Charles IV 1294 - 1328 x Jeanne d'Évreux |                     |                     |                               |                               |                               |                               | Isabelle Née en 1295 x Édouard II d'Angleterre | Isabelle Née en 1295 x Édouard II d'Angleterre | Isabelle Née en 1295 x Édouard II d'Angleterre | Isabelle Née en 1295 x Édouard II d'Angleterre | Isabelle Née en 1295 x Édouard II d'Angleterre | Isabelle Née en 1295 x Édouard II d'Angleterre |  |  | Philippe de Valois Né en 1293 x Jeanne de Bourgogne | Philippe de Valois Né en 1293 x Jeanne de Bourgogne | Philippe de Valois Né en 1293 x Jeanne de Bourgogne | Philippe de Valois Né en 1293 x Jeanne de Bourgogne | Philippe de Valois Né en 1293 x Jeanne de Bourgogne | Philippe de Valois Né en 1293 x Jeanne de Bourgogne |  |  |  |  |  |  |  |  |  |  |  |  |  |  |  |  |  |  |  |  |  |  |  |  |  |  |  |  |  |  |  |  |
|                              |                              |                              |                              |                              |                              |                             |                             |                               |                               |                               |                               | Louis X 1289 - 1316 x Marguerite de Bourgogne x Clémence de Hongrie | Louis X 1289 - 1316 x Marguerite de Bourgogne x Clémence de Hongrie | Louis X 1289 - 1316 x Marguerite de Bourgogne x Clémence de Hongrie | Louis X 1289 - 1316 x Marguerite de Bourgogne x Clémence de Hongrie | Louis X 1289 - 1316 x Marguerite de Bourgogne x Clémence de Hongrie | Louis X 1289 - 1316 x Marguerite de Bourgogne x Clémence de Hongrie |                      |                      |                      |                      |  |  |                                            |                                            |                                            |                                            |                                            |                                            |  |  |                                               |                                               |                                               |                                               | Philippe V 1293 - 1322 x Jeanne de Bourgogne  | Philippe V 1293 - 1322 x Jeanne de Bourgogne  | Philippe V 1293 - 1322 x Jeanne de Bourgogne | Philippe V 1293 - 1322 x Jeanne de Bourgogne | Philippe V 1293 - 1322 x Jeanne de Bourgogne    | Philippe V 1293 - 1322 x Jeanne de Bourgogne    |                                                 |                                                 |                                                 |                                                 |                                                 |                                                 |                                                 |                                                 |                     |                     |                     |                     |  |  |                   |                   |                   |                   | Charles IV 1294 - 1328 x Jeanne d'Évreux | Charles IV 1294 - 1328 x Jeanne d'Évreux | Charles IV 1294 - 1328 x Jeanne d'Évreux | Charles IV 1294 - 1328 x Jeanne d'Évreux | Charles IV 1294 - 1328 x Jeanne d'Évreux | Charles IV 1294 - 1328 x Jeanne d'Évreux |                     |                     |                               |                               |                               |                               | Isabelle Née en 1295 x Édouard II d'Angleterre | Isabelle Née en 1295 x Édouard II d'Angleterre | Isabelle Née en 1295 x Édouard II d'Angleterre | Isabelle Née en 1295 x Édouard II d'Angleterre | Isabelle Née en 1295 x Édouard II d'Angleterre | Isabelle Née en 1295 x Édouard II d'Angleterre |  |  | Philippe de Valois Né en 1293 x Jeanne de Bourgogne | Philippe de Valois Né en 1293 x Jeanne de Bourgogne | Philippe de Valois Né en 1293 x Jeanne de Bourgogne | Philippe de Valois Né en 1293 x Jeanne de Bourgogne | Philippe de Valois Né en 1293 x Jeanne de Bourgogne | Philippe de Valois Né en 1293 x Jeanne de Bourgogne |  |  |  |  |  |  |  |  |  |  |  |  |  |  |  |  |  |  |  |  |  |  |  |  |  |  |  |  |  |  |  |  |
|                              |                              |                              |                              |                              |                              |                             |                             |                               |                               |                               |                               |                                                                     |                                                                     |                                                                     |                                                                     |                                                                     |                                                                     |                      |                      |                      |                      |  |  |                                            |                                            |                                            |                                            |                                            |                                            |  |  |                                               |                                               |                                               |                                               |                                               |                                               |                                              |                                              |                                                 |                                                 |                                                 |                                                 |                                                 |                                                 |                                                 |                                                 |                                                 |                                                 |                     |                     |                     |                     |  |  |                   |                   |                   |                   |                                          |                                          |                                          |                                          |                                          |                                          |                     |                     |                               |                               |                               |                               |                                                |                                                |                                                |                                                |                                                |                                                |  |  |                                                     |                                                     |                                                     |                                                     |                                                     |                                                     |  |  |  |  |  |  |  |  |  |  |  |  |  |  |  |  |  |  |  |  |  |  |  |  |  |  |  |  |  |  |  |  |
| Philippe d'Évreux Né en 1306 | Philippe d'Évreux Né en 1306 | Philippe d'Évreux Né en 1306 | Philippe d'Évreux Né en 1306 | Philippe d'Évreux Né en 1306 | Philippe d'Évreux Né en 1306 |                             |                             | Jeanne de Navarre Née en 1312 | Jeanne de Navarre Née en 1312 | Jeanne de Navarre Née en 1312 | Jeanne de Navarre Née en 1312 | Jeanne de Navarre Née en 1312                                       | Jeanne de Navarre Née en 1312                                       |                                                                     |                                                                     | Jean Ier 1316 - 1316                                                | Jean Ier 1316 - 1316                                                | Jean Ier 1316 - 1316 | Jean Ier 1316 - 1316 | Jean Ier 1316 - 1316 | Jean Ier 1316 - 1316 |  |  | Jeanne Née en 1308 x Eudes IV de Bourgogne | Jeanne Née en 1308 x Eudes IV de Bourgogne | Jeanne Née en 1308 x Eudes IV de Bourgogne | Jeanne Née en 1308 x Eudes IV de Bourgogne | Jeanne Née en 1308 x Eudes IV de Bourgogne | Jeanne Née en 1308 x Eudes IV de Bourgogne |  |  | Marguerite Née en 1309 x Louis Ier de Flandre | Marguerite Née en 1309 x Louis Ier de Flandre | Marguerite Née en 1309 x Louis Ier de Flandre | Marguerite Née en 1309 x Louis Ier de Flandre | Marguerite Née en 1309 x Louis Ier de Flandre | Marguerite Née en 1309 x Louis Ier de Flandre |                                              |                                              | Isabelle Née en 1312 x Guigues VIII de Viennois | Isabelle Née en 1312 x Guigues VIII de Viennois | Isabelle Née en 1312 x Guigues VIII de Viennois | Isabelle Née en 1312 x Guigues VIII de Viennois | Isabelle Née en 1312 x Guigues VIII de Viennois | Isabelle Née en 1312 x Guigues VIII de Viennois |                                                 |                                                 | Blanche Née en 1313                             | Blanche Née en 1313                             | Blanche Née en 1313 | Blanche Née en 1313 | Blanche Née en 1313 | Blanche Née en 1313 |  |  | Marie Née en 1326 | Marie Née en 1326 | Marie Née en 1326 | Marie Née en 1326 | Marie Née en 1326                        | Marie Née en 1326                        |                                          |                                          | Blanche Née en 1328                      | Blanche Née en 1328                      | Blanche Née en 1328 | Blanche Née en 1328 | Blanche Née en 1328           | Blanche Née en 1328           |                               |                               | Édouard III d'Angleterre Né en 1312            | Édouard III d'Angleterre Né en 1312            | Édouard III d'Angleterre Né en 1312            | Édouard III d'Angleterre Né en 1312            | Édouard III d'Angleterre Né en 1312            | Édouard III d'Angleterre Né en 1312            |  |  | Jean de Valois Né en 1319                           | Jean de Valois Né en 1319                           | Jean de Valois Né en 1319                           | Jean de Valois Né en 1319                           | Jean de Valois Né en 1319                           | Jean de Valois Né en 1319                           |  |  |  |  |  |  |  |  |  |  |  |  |  |  |  |  |  |  |  |  |  |  |  |  |  |  |  |  |  |  |  |  |
| Philippe d'Évreux Né en 1306 | Philippe d'Évreux Né en 1306 | Philippe d'Évreux Né en 1306 | Philippe d'Évreux Né en 1306 | Philippe d'Évreux Né en 1306 | Philippe d'Évreux Né en 1306 |                             |                             | Jeanne de Navarre Née en 1312 | Jeanne de Navarre Née en 1312 | Jeanne de Navarre Née en 1312 | Jeanne de Navarre Née en 1312 | Jeanne de Navarre Née en 1312                                       | Jeanne de Navarre Née en 1312                                       |                                                                     |                                                                     | Jean Ier 1316 - 1316                                                | Jean Ier 1316 - 1316                                                | Jean Ier 1316 - 1316 | Jean Ier 1316 - 1316 | Jean Ier 1316 - 1316 | Jean Ier 1316 - 1316 |  |  | Jeanne Née en 1308 x Eudes IV de Bourgogne | Jeanne Née en 1308 x Eudes IV de Bourgogne | Jeanne Née en 1308 x Eudes IV de Bourgogne | Jeanne Née en 1308 x Eudes IV de Bourgogne | Jeanne Née en 1308 x Eudes IV de Bourgogne | Jeanne Née en 1308 x Eudes IV de Bourgogne |  |  | Marguerite Née en 1309 x Louis Ier de Flandre | Marguerite Née en 1309 x Louis Ier de Flandre | Marguerite Née en 1309 x Louis Ier de Flandre | Marguerite Née en 1309 x Louis Ier de Flandre | Marguerite Née en 1309 x Louis Ier de Flandre | Marguerite Née en 1309 x Louis Ier de Flandre |                                              |                                              | Isabelle Née en 1312 x Guigues VIII de Viennois | Isabelle Née en 1312 x Guigues VIII de Viennois | Isabelle Née en 1312 x Guigues VIII de Viennois | Isabelle Née en 1312 x Guigues VIII de Viennois | Isabelle Née en 1312 x Guigues VIII de Viennois | Isabelle Née en 1312 x Guigues VIII de Viennois |                                                 |                                                 | Blanche Née en 1313                             | Blanche Née en 1313                             | Blanche Née en 1313 | Blanche Née en 1313 | Blanche Née en 1313 | Blanche Née en 1313 |  |  | Marie Née en 1326 | Marie Née en 1326 | Marie Née en 1326 | Marie Née en 1326 | Marie Née en 1326                        | Marie Née en 1326                        |                                          |                                          | Blanche Née en 1328                      | Blanche Née en 1328                      | Blanche Née en 1328 | Blanche Née en 1328 | Blanche Née en 1328           | Blanche Née en 1328           |                               |                               | Édouard III d'Angleterre Né en 1312            | Édouard III d'Angleterre Né en 1312            | Édouard III d'Angleterre Né en 1312            | Édouard III d'Angleterre Né en 1312            | Édouard III d'Angleterre Né en 1312            | Édouard III d'Angleterre Né en 1312            |  |  | Jean de Valois Né en 1319                           | Jean de Valois Né en 1319                           | Jean de Valois Né en 1319                           | Jean de Valois Né en 1319                           | Jean de Valois Né en 1319                           | Jean de Valois Né en 1319                           |  |  |  |  |  |  |  |  |  |  |  |  |  |  |  |  |  |  |  |  |  |  |  |  |  |  |  |  |  |  |  |  |
|                              |                              |                              |                              |                              |                              |                             |                             |                               |                               |                               |                               |                                                                     |                                                                     |                                                                     |                                                                     |                                                                     |                                                                     |                      |                      |                      |                      |  |  |                                            |                                            |                                            |                                            |                                            |                                            |  |  |                                               |                                               |                                               |                                               |                                               |                                               |                                              |                                              |                                                 |                                                 |                                                 |                                                 |                                                 |                                                 |                                                 |                                                 |                                                 |                                                 |                     |                     |                     |                     |  |  |                   |                   |                   |                   |                                          |                                          |                                          |                                          |                                          |                                          |                     |                     |                               |                               |                               |                               |                                                |                                                |                                                |                                                |                                                |                                                |  |  |                                                     |                                                     |                                                     |                                                     |                                                     |                                                     |  |  |  |  |  |  |  |  |  |  |  |  |  |  |  |  |  |  |  |  |  |  |  |  |  |  |  |  |  |  |  |  |
|                              |                              |                              |                              | Jeanne d'Évreux Née en 1326  | Jeanne d'Évreux Née en 1326  | Jeanne d'Évreux Née en 1326 | Jeanne d'Évreux Née en 1326 | Jeanne d'Évreux Née en 1326   | Jeanne d'Évreux Née en 1326   |                               |                               |                                                                     |                                                                     |                                                                     |                                                                     |                                                                     |                                                                     |                      |                      |                      |                      |  |  | Philippe de Bourgogne Né en 1323           | Philippe de Bourgogne Né en 1323           | Philippe de Bourgogne Né en 1323           | Philippe de Bourgogne Né en 1323           | Philippe de Bourgogne Né en 1323           | Philippe de Bourgogne Né en 1323           |  |  |                                               |                                               |                                               |                                               |                                               |                                               |                                              |                                              |                                                 |                                                 |                                                 |                                                 |                                                 |                                                 |                                                 |                                                 |                                                 |                                                 |                     |                     |                     |                     |  |  |                   |                   |                   |                   |                                          |                                          |                                          |                                          |                                          |                                          |                     |                     |                               |                               |                               |                               |                                                |                                                |                                                |                                                |                                                |                                                |  |  |                                                     |                                                     |                                                     |                                                     |                                                     |                                                     |  |  |  |  |  |  |  |  |  |  |  |  |  |  |  |  |  |  |  |  |  |  |  |  |  |  |  |  |  |  |  |  |

## «Le roi trouvé»
Au lendemain des obsèques de Charles IV, les grands se réunissent. Philippe de Valois a déjà pris le titre de régent, et en usait déjà alors que son cousin agonisait. L'assemblée ne peut que s'incliner devant les faits. Après avoir un moment reposé la question de la légitimité de l'exclusion des femmes de la succession, la volonté d'écarter l'Anglais fut plus forte : « Il n'avait jamais été vu ni su que le royaume de France eût été soumis au gouvernement du roi d'Angleterre. » Édouard III fut donc évincé de la compétition, mais il restait deux prétendants au trône, Philippe de Valois et Philippe d'Évreux. Un accord fut conclu afin de satisfaire tout le monde. Philippe d'Évreux et sa femme, Jeanne, reçurent le royaume de Navarre et diverses compensations territoriales, en échange de quoi ils reconnaissaient Philippe de Valois comme roi de France.
Le royaume de Navarre appartenait au roi de France depuis le mariage de Philippe IV le Bel et de Jeanne Ire de Navarre. Louis X l'avait hérité de sa mère et, en 1328, on reconnaissait enfin le titre de reine de Navarre à sa fille Jeanne, malgré les soupçons de bâtardise (cette restitution tardive n'avait pas le moins du monde empêché Philippe V et Charles IV de s'intituler officiellement roi de France et de Navarre). De plus, Philippe de Valois, n'étant pas lui-même descendant et héritier des rois de Navarre comme l'étaient ses prédécesseurs, restitua sans regret le royaume de Navarre à Jeanne, l'héritière légitime, en échange de sa renonciation à la couronne de France. Le titre de roi de Navarre ne reviendra aux rois de France qu'au moment, bien plus tard, où Henri de Navarre, futur Henri IV, accédera au trône de France, instaurant ainsi la dynastie des Bourbons. Dès lors, les souverains français porteront à nouveau le titre de « roi de France et de Navarre » (il s'agit de la Basse Navarre, petit territoire navarrais au nord des Pyrénées, la Haute Navarre étant depuis Ferdinand le Catholique, roi d'Aragon, annexée à la couronne de Castille).
Peu après, Philippe de Valois est proclamé roi de France sous le nom de Philippe VI de Valois par les Pairs du royaume. La branche des Valois prenait le pouvoir à la suite des Capétiens directs. Le surnom de « roi trouvé »  lui fut donné peu après son couronnement, lors de la bataille de Cassel du 23 août 1328, par les Flamands, qui, avant la bataille, s'étaient moqués du roi de France en peignant un coq sur leur étendard avec cette inscription : Quand ce cocq icy chantera, le Roy trouvé cy entrera.

## Conséquences
La dernière élection royale remontait à Louis VIII le Lion, en 1223. Le pouvoir royal en sortait fragilisé et la légitimité du comte de Valois n'était pas aussi inattaquable que celle de ses prédécesseurs sur le trône. On attendait de grandes largesses, de grands cadeaux de la part du nouveau roi. Édouard III vint rendre hommage au « roi trouvé », espérant lui aussi quelques compensations territoriales. Philippe VI ne comprit pas le danger qui le menaçait et ne fit rien pour s'en prémunir.
La succession de Charles IV le Bel, décidée en faveur de Philippe VI, servit de leitmotiv à un Édouard III avide de conquêtes. Moins d'une décennie après la mort du dernier Capétien direct, éclatait la calamiteuse guerre de Cent Ans.